# Undo It
„Undo It” este un cântec al interpretei americane Carrie Underwood. El este inclus pe cel de-al treilea material discografic de studio al artistei, intitulat Play On. Înregistrarea a fost lansată ca disc promoțional în format digital pe data de 27 octombrie 2009, prin intermediul magazinului virtual iTunes. Lansarea piesei face parte dintr-o campanie de promovare a albumului Play On, acesta fiind precedată de promovarea cântecelor „Mama's Song” și „Temporary Home”, ambele fiind lansate sub aceeași titulatură. În prima săptămână au fost comercializate aproximativ 28.000 de exemplare ale înregistrării. Ulterior a fost anunțat drept cel de-al treilea single oficial al albumului.

## Clasamente
| Clasament                   | Poziția maximă | Referință |
| --------------------------- | -------------- | --------- |
| Canadian Digital Songs      | 27             | [ 5 ]     |
| Canadian Hot 100            | 43             | [ 6 ]     |
| Billboard Hot Country Songs | 2              | [ 6 ]     |
| Billboard Hot 100           | 23             | [ 6 ]     |
| Billboard Hot Digital Songs | 18             | [ 6 ]     |